# El Ramonal (Tabasco)
El Ramonal es un ejido del municipio de Balancán ubicado en la subregión de los Ríos del estado mexicano de Tabasco.

## Geografía
La localidad se ubica a 55.5 kilómetros (en dirección este) de la localidad de Balancán de Domínguez, la cabecera y lugar más poblado del municipio. Se sitúa en las coordenadas geográficas 17°41′08″N 91°01′42″O / 17.685556, -91.028333, a una elevación de 44 metros sobre el nivel del mar.

## Demografía
Según el Conteo de Población y Vivienda 2020, efectuado por el Instituto Nacional de Estadística y Geografía, la localidad de El Ramonal tiene 526 habitantes, de los cuales 263 son del sexo masculino y 263 del sexo femenino. Su tasa de fecundidad es de 2.91 hijos por mujer y tiene 151 viviendas particulares habitadas.
| Gráfica de evolución demográfica de El Ramonal entre 1970 y 2020 |
|                                                                  |
| INEGI.                                                           |